# 김정팔
김정팔(본명: 김정석, 1967년 4월 6일 ~ )은 대한민국의 배우이다.

## 학력
- 안양예술고등학교
- 서울예술대학 영화과

## 출연작

### 영화
- 《길소뜸》 (1986년)
- 《티켓》 (1986년)
- 《연산일기》 (1988년)
- 《랩소디 이중주》 (1990년)
- 《세상끝의 향기》 (1992년)
- 《거꾸로 사는 여자》 (1993년)
- 《돼지가 우물에 빠진 날》 (1996년) - 사진관 총각 역
- 《그는 나에게 지타를 아느냐고 물었다》 (1997년) - 젊은 수 역
- 《블루》 (2003년) - 잠수함 대원 역
- 《오! 해피데이》 (2003년) - 남성우 역
- 《여섯 개의 시선》 (2003년)
- 《맹부삼천지교》 (2004년) - 현장 조폭 1 역
- 《하류인생》 (2004년) - 순경 1 역
- 《꽃피는 봄이 오면》 (2004년) - 젊은 광부 역
- 《여기는 어디냐?》 (2005년) - 종수 역
- 《브레인웨이브》 (2006년) - 팀장 역
- 《검은 집》 (2007년) - 남 과장 역
- 《크로싱》 (2008년) - 보위부원 역
- 《85B》 (2008년)
- 《좋은 밤 되세요》 (2008년) - 노 박사 역
- 《이상한 나라의 바툼바》 (2008년)
- 《슬픔보다 더 슬픈 이야기》 (2009년) - 편성부장 역
- 《장례식의 멤버》 (2009년) - 진구 역
- 《7급 공무원》 (2009년) - 오 실장 역
- 《오르골》 (2009년)
- 《드라이브》 (2009년)
- 《아빠가 여자를 좋아해》 (2010년) - 무술감독 역
- 《페어 러브》 (2010년) - 정석 역
- 《이웃집 남자》 (2010년) - 양 부장 역
- 《해결사》 (2010년) - 부장검사 역
- 《된장》 (2010년) - 강 형사 역
- 《어쿠스틱》 (2010년) - 노 교수 역
- 《불량남녀》 (2010년) - 오병석 역
- 《풍산개》 (2011년) - 암살단 1 역
- 《카운트다운》 (2011년) - 조명석 경호원 1 역
- 《오직 그대만》 (2011년) - 출동경찰 1 역
- 《8만원》 (2011년)
- 《줄탁동시》 (2012년) - 병석 역
- 《차형사》 (2012년) - 버스기사 역
- 《섹스 거짓말 그리고 비디오 테이프》 (2012년) - 소보로 역
- 《26년》 (2012년) - 크레인조끼남 역
- 《모크샤》 (2012년) - 애드가 앨런 포우 역
- 《사이코메트리》 (2013년) - 다희 부 역
- 《미스터 고》 (2013년) - 두산베어스 감독 역
- 《러시안 소설》 (2013년) - 정석 역
- 《배우는 배우다》 (2013년) - 뫼비우스 감독 역
- 《동창생》 (2013년) - 연락관 역
- 《들개들》 (2014년) - 박남식 역
- 《한공주》 (2014년) - 동물병원사장 역
- 《조류인간》 (2015년) - 정석 역
- 《헬머니》 (2015년) - 마초남편 역
- 《프랑스 영화처럼》 (2016년) - 손님 1 역
- 《동주》 (2016년) - 몽규 부 역
- 《설행 눈길을 걷다》 (2016년) - 최씨 역
- 《한강블루스》 (2016년) - 추자 역
- 《포크레인》 (2017년) - 중대장 역
- 《로마의 휴일》 (2017년) - 나성기 역
- 《로마서 8:37》 (2017년) - 토론남 역
- 《7년의 밤》 (2018년) - 장 반장 역
- 《소녀의 세계》 (2018년) - 봉만세 역
- 《언니》 (2019년) - 카센터 사장 역
- 《뷰티풀 보이스》 (2019년) - 최광덕 역
- 《난폭한 기록》 (2019년) - 목 사장 역
- 《세트플레이》 (2019년) - 성철 아빠 역
- 《신의 한 수: 귀수편》 (2019년) - 손형 역
- 《청춘빌라 살인사건》 (2020년) - 만석 역
- 《결백》 (2020년) - 방승혁 역
- 《세트플레이》 (2020년) - 성철 아빠 역
- 《자산어보》 (2021년) - 이승훈 역
- 《구원》 (2021년) - 임 형사 역
- 《파이프라인》 (2021년) - 오 실장 역
- 《태일이》 (2021년) - 평화시장 대표 역 (선녹음 목소리 출연, 단역)
- 《카시오페아》 (2022년) - 경찰 역 (목소리)
- 《실버맨》 (2023년) - 순철 역
- 《서울의 봄》 (2023년) - B2벙커 서 장군 역

### 드라마
- 《이산》 (2007년, MBC)
- 《빅맨》 (2014년, KBS2) - 박씨 아저씨 역
- 《너희들은 포위됐다》 (2014년, SBS) - 강남경찰서 형사 역
- 《피노키오》 (2014년~2015년, SBS) - 기재명의 직장동료 역
- 《인형의 집》 (2014년, 웹드라마)
- 《킬미힐미》 (2015년, MBC) - 위치추적하는 남자 역
- 《순정에 반하다》 (2015년, JTBC) - 윤이사 역
- 《웹툰히어로 툰드라쇼》 (2015년, MBC Every1) - 아빠 역
- 《미싱코리아》 (2015년, 웹드라마) - 강단장 역
- 《오 마이 비너스》 (2015년, KBS2) - 사장 역
- 《리멤버 - 아들의 전쟁》 (2015년, SBS) - 배형사 역
- 《푸른 바다의 전설》 (2016년, SBS)
- 《마이 온리 러브송》 (2017년, 웹드라마)
- 《배출하는 녀석들》 (2017년, 웹드라마) - 분리고수 역
- 《구해줘》 (2017년, OCN) - 이병석의 아버지 역
- 《슬기로운 감빵생활》 (2017년, tvN)
- 《데릴남편 오작두》 (2018년, MBC) - 최국장 역
- 《슈츠》 (2018년, KBS2)
- 《리치맨》 (2018년, 드라맥스) - 김일구 역
- 《라이프 온 마스》 (2018년, OCN)
- 《나인룸》 (2018년, tvN)
- 《봄이 오나 봄》 (2019년, MBC) - 김국장 역
- 《으라차차 와이키키 2》 (2019년, JTBC) - 박초롱 역
- 《초면에 사랑합니다》 (2019년, SBS) - 민익이 잘못 본 구석찬의 얼굴 역
- 《꽃길만 걸어요》 (2019년, KBS1) - 선화, 여주 도자기 공방 스승 역
- 《머니게임》 (2020년, tvN) - 진수호 역
- 《바람피면 죽는다》 (2020년, KBS2) - 배정식 역
- 《작은 아씨들》 (2022년, tvN) - 이용귀 역
- 《정숙한 세일즈》 (2024년, JTBC) - 엄 회장 역

## 수상
- 2017년 제38회 서울연극제 연기상
- 2016년 제2회 서귀포 신스틸러 페스티벌 신스틸러상